# Eurycyde platyspina
Eurycyde platyspina är en havsspindelart som beskrevs av Stock, J.H. 1992. Eurycyde platyspina ingår i släktet Eurycyde och familjen Ammotheidae. Inga underarter finns listade i Catalogue of Life.